# 2025年世界水泳選手権カンボジア選手団
2025年世界水泳選手権カンボジア選手団は、2025年7月11日から8月3日までシンガポールで開催された第22回世界水泳選手権のカンボジア選手団、およびその競技結果。

## 選手団
- 人員: 選手 2人

## 選手名簿・結果
| 選手                     | 種目           | 予選   | 予選 | 準決勝   | 準決勝   | 決勝     | 決勝     |
| 選手                     | 種目           | 結果   | 順位 | 結果     | 順位     | 結果     | 順位     |
| ------------------------ | -------------- | ------ | ---- | -------- | -------- | -------- | -------- |
| ピーター・ヴァヌーステン | 男子50m自由形  | 25秒52 | 89位 | 予選敗退 | 予選敗退 | 予選敗退 | 予選敗退 |
| ピーター・ヴァヌーステン | 男子100m自由形 | 55秒33 | 87位 | 予選敗退 | 予選敗退 | 予選敗退 | 予選敗退 |
| チャンチャクリヤ・ケウン | 女子50m自由形  | 29秒60 | 80位 | 予選敗退 | 予選敗退 | 予選敗退 | 予選敗退 |
| チャンチャクリヤ・ケウン | 女子50m背泳ぎ  | 32秒12 | 55位 | 予選敗退 | 予選敗退 | 予選敗退 | 予選敗退 |